# ناورات (والد)
ناورات (به آلمانی: Naurath) یک شهر در آلمان است که در تریر-زاربورگ واقع شده‌است. ناورات ۲۳۷ نفر جمعیت دارد.